# Krzyżowa (Świdnica, Baja Silesia)
Krzyżowa (alemán: Kreisau) es una localidad del distrito de Świdnica, en el voivodato de Baja Silesia (Polonia). Se encuentra en el suroeste del país, dentro del término del municipio rural de Świdnica, a unos 10 km al sudeste de la localidad homónima, sede del gobierno municipal y capital del distrito, y a unos 51 al suroeste de Breslavia, la capital del voivodato. En 2011, según el censo realizado por la Oficina Central de Estadística polaca, su población era de 227 habitantes. Krzyżowa perteneció a Alemania hasta 1945.